# 충주 미륵대원지
충주 미륵대원지(忠州 彌勒大院址)는 충청북도 충주시 수안보면 미륵리에 있었던 절인 미륵대원의 터이다. 1987년 7월 18일 대한민국의 사적 제317호 중원미륵리사지로 지정되었다가, 2011년 7월 28일 충주 미륵대원지로 문화재 명칭이 변경되었다.
면적 80,454m2. 길이 9.8m, 너비 10.75m, 높이 6m의 인공으로 쌓은 석굴식(石窟式) 법당의 중앙에 대좌를 두어 석불입상을 봉안하고, 측면과 후면 석벽 중앙은 감실(龕室)처럼 만들어 작은 불상들을 부조하여 장식하였다. 상부에는 목조건물을 지어 천장을 만들었던 것으로 짐작된다.
이들 유물의 조형수법으로 보아 고려 초에 창건된 것으로 추정된다. 신라의 마지막 왕인 경순왕의 왕자 마의태자가 나라가 망하자 개골산으로 은거하러 가던 중 이곳에 석불을 세웠다고 한다.

## 개요

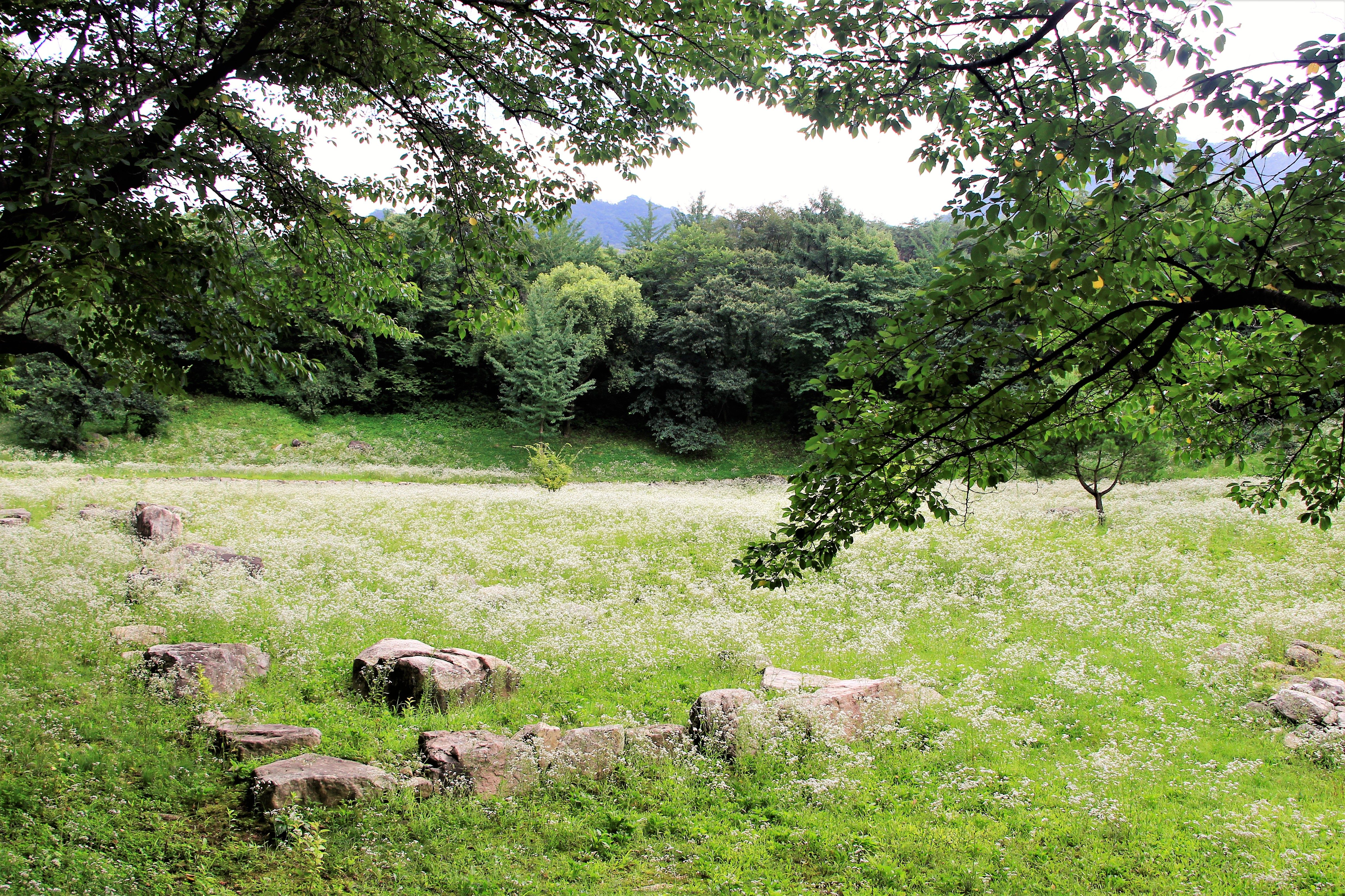
충주 미륵대원지 일원에 위치한 미륵리 원터.

고지대에 위치한 미륵리사지는 석불을 보호하기 위해 만든 석굴사원터이다.
거대한 돌을 이용해 석굴을 쌓은 후 불상을 모셨으며, 위에 목조건물이 있었던 자취가 있으나 지금은 남아있지 않다. 조사결과 ‘미륵당초’라고 새겨진 기와가 나와 연대를 통일신라 후기에서 고려 전기로 추정한다. 석불입상(보물 제96호)·5층석탑(보물 제95호)·석등·당간지주 등 중요한 문화재들이 남아있다.
935년 11월 신라의 마지막 왕인 경순왕이 고려에 항복하자, 마의태자는 통곡(痛哭)을 하며 동생 덕지(德摯) 왕자(또는 덕주 공주)와 함께 개골산(皆骨山)으로 은거하러 가던 도중, 덕지(德摯) 왕자는 월악산에 남아 덕주사(德周寺)를 지어 남쪽을 바라보도록 돌에 마애불을 만들고, 마의태자는 이곳에 석굴을 지어 북쪽을 향해 덕주사를 바라보게 하였다고 한다.
특히 미륵대원지 사적지 보호구역에는 '원'(院)의 터가 포함되어 있는데, 충주와 문경을 잇는 계림령로의 일원으로서 객손이 쉬어갈 수 있는 원을 지었으나 조선시대 조령이 만들어지면서 그 기능을 상실했던 것으로 추정된다.
우리나라에서 유일하게 북쪽을 바라보는 특이한 구조를 가진 절터이며, 석굴사원으로서 방식은 다르지만 석굴암을 모방한 것으로 해석되고 있다.

## 관련 문화재
- 충주 미륵리 오층석탑 - 보물 제95호
- 충주 미륵리 석조여래입상 - 보물 제96호
- 충주 미륵대원지 석등 - 충청북도 유형문화재 제19호
- 충주 미륵대원지 삼층석탑 - 충청북도 유형문화재 제33호
- 충주 미륵대원지 석조귀부 - 충청북도 유형문화재 제269호
- 충주 미륵대원지 사각석등 - 충청북도 유형문화재 제315호
- 충주 미륵대원지 석조보살의좌상 - 충청북도 문화재자료 제47호
- 당간지주
- 불상대좌

## 같이 보기
- 덕주사
- 마의태자
- 김덕지

## 참고자료
- 충주 미륵대원지 - 국가유산청 국가유산포털